# Newport West and Islwyn
Gorllewin Casnewydd ac Islwyn
Gorllewin Casnewydd ac Islwyn
Newport West and Islwyn, également connu sous le nom alternatif de Gorllewin Casnewydd ac Islwyn, est une division électorale britannique envoyant un représentant à la Chambre des communes à partir des élections générales de 2024.
Cette circonscription de comté est érigée à la suite d’un décret de 2023 permettant le morcellement du pays de Galles en 32 sièges.

## Histoire
Dans le cadre de la révision des circonscriptions parlementaires de 2023, le rapport final de la commission des limites pour le pays de Galles préconise la création de Newport West and Islwyn (également désigné sous le nom alternatif de Gorllewin Casnewydd ac Islwyn) à partir de seize sections électorales comprises dans deux circonscriptions existantes : dix relevant de celle d’Islwyn et six de Newport West.
Newport West and Islwyn est érigé comme circonscription de comté par le Parliamentary Constituencies Order 2023 à partir de portions de territoires de deux zones principales, le borough de comté de Caerphilly (portion de dix sections électorales) et la cité de Newport (portion de six sections électorales).

## Description

### Toponymie
La circonscription tire son nom du district d’Islwyn et de la partie occidentale de l’agglomération de Newport. Elle dispose d’un nom alternatif, Gorllewin Casnewydd ac Islwyn.

### Données démographiques
Selon le rapport final sur la révision périodique des circonscriptions parlementaires de la commission des limites pour le pays de Galles, la circonscription détient 76 234 électeurs (données 2020) sur une superficie estimée de 154 km2.
D’après le dernier recensement de la population en vigueur (2021) publié par l’Office for National Statistics en 2022, la circonscription admet une population résidentielle totale (all usual residents en anglais) de 101 014 habitants. Newport West and Islwyn comprend plusieurs zones urbanisées (built-up areas en anglais) de plus de 10 000 habitants, classées comme « petites agglomérations » : Risca (15 195) et Blackwood (12 620). Aussi, la circonscription s’étend à une partie de Newport, « grande agglomération » de 130 890 habitants,.

## Représentation
| Législature | Période | Période | Membre | Groupe | Fonction |
| ----------- | --- | --- | --- | --- | --- |
| LIXe        | Cycle parlementaire devant être ouvert au plus tard à partir du 28 janvier 2025, date limite de la tenue des prochaines élections générales des Communes | Cycle parlementaire devant être ouvert au plus tard à partir du 28 janvier 2025, date limite de la tenue des prochaines élections générales des Communes | Cycle parlementaire devant être ouvert au plus tard à partir du 28 janvier 2025, date limite de la tenue des prochaines élections générales des Communes | Cycle parlementaire devant être ouvert au plus tard à partir du 28 janvier 2025, date limite de la tenue des prochaines élections générales des Communes | Cycle parlementaire devant être ouvert au plus tard à partir du 28 janvier 2025, date limite de la tenue des prochaines élections générales des Communes |

## Résultats électoraux
| Candidat                   | Candidat            | Étiquette           | Parti               | Vote | Vote | Vote |  |
| Candidat                   | Candidat            | Étiquette           | Parti               | Voix | %    | ±    |  |
| -------------------------- | ------------------- | ------------------- | ------------------- | ---- | ---- | ---- |  |
|                            |                     | CON                 | Parti conservateur  |      |      | ND   |  |
|                            |                     | PC                  | Plaid Cymru         |      |      | ND   |  |
|                            |                     | LAB                 | Parti travailliste  |      |      | ND   |  |
|                            |                     | LIB DEM             | Démocrates libéraux |      |      | ND   |  |
|                            |                     |                     |                     |      |      |      |  |
| Majorité                   | Majorité            | Majorité            | Majorité            |      |      | ND   |  |
| Transfert de Butler        | Transfert de Butler | Transfert de Butler | Transfert de Butler |      |      | ND   |  |
|                            |                     |                     |                     |      |      |      |  |
| Corps électoral            |                     |                     |                     |      |      |      |  |
| Abstention, blancs et nuls |                     |                     |                     |      |      |      |  |
| Exprimés                   | Exprimés            | Exprimés            | Exprimés            |      |      | ND   |  |